# Diplotoxa loma
Diplotoxa loma är en tvåvingeart som beskrevs av Wheeler och Forrest 2003. Diplotoxa loma ingår i släktet Diplotoxa och familjen fritflugor. Inga underarter finns listade i Catalogue of Life.